# Sarcophaga carnaria
Pour les articles homonymes, voir Mouche.
Espèce
La mouche grise de la viande (Sarcophaga carnaria), aussi appelée « mouche à damier » ou « mouche grise », est une espèce de grosses mouches communes, ovovivipare, de la famille des Sarcophagidae qui, en zone tempérée, entre dans les maisons pour deposer ses larves sur la viande. Dans la nature, elle dépose sur les animaux morts ses asticots qui s’en nourrissent.
Elle est très présente en Europe et en Asie.
Son nom scientifique, comme le mot « sarcophage » vient du grec : sarcos = chair et phagein = dévorer.
C'est une des espèces que les hygiénistes cherchent à éloigner de l'habitation en raison de la possibilité qu'elle véhicule des bactéries, champignons ou virus pathogènes notamment prélevés sur des cadavres à l'extérieur.

## Description

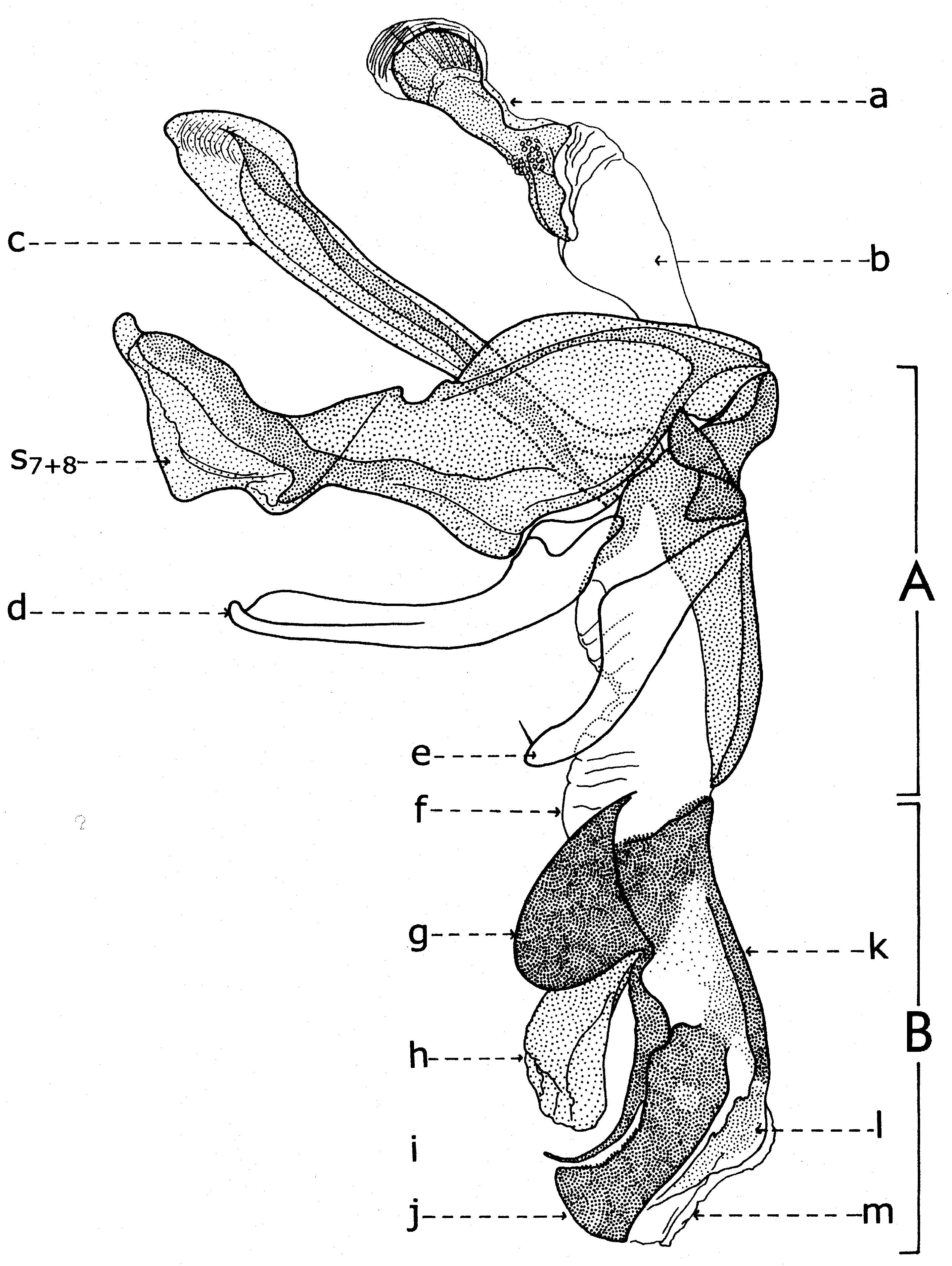
Phallosome de Sarcophaga carnaria, Böttcher, 1912.

Accouplements
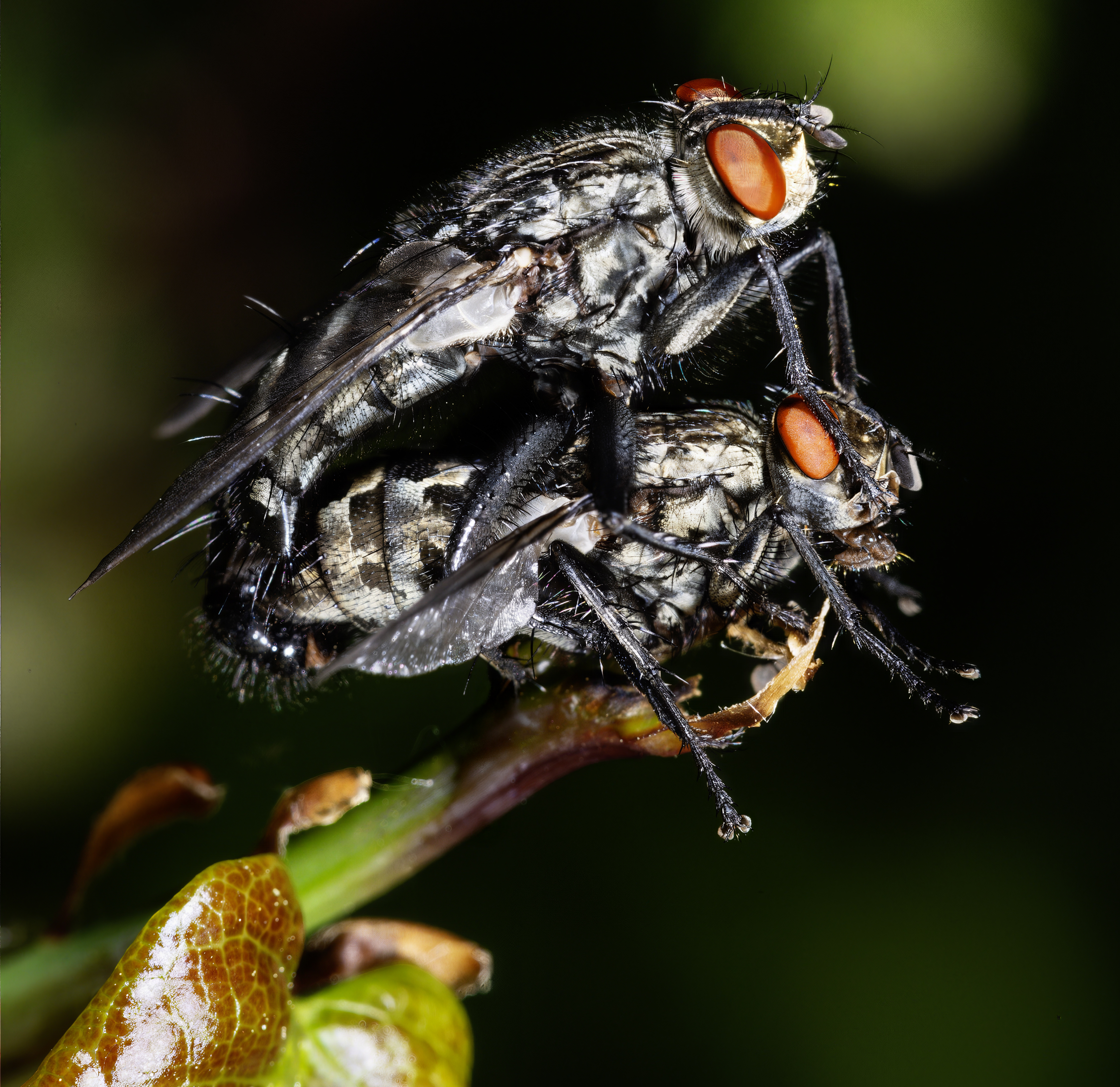
Accouplement de mouches grises de la viande.
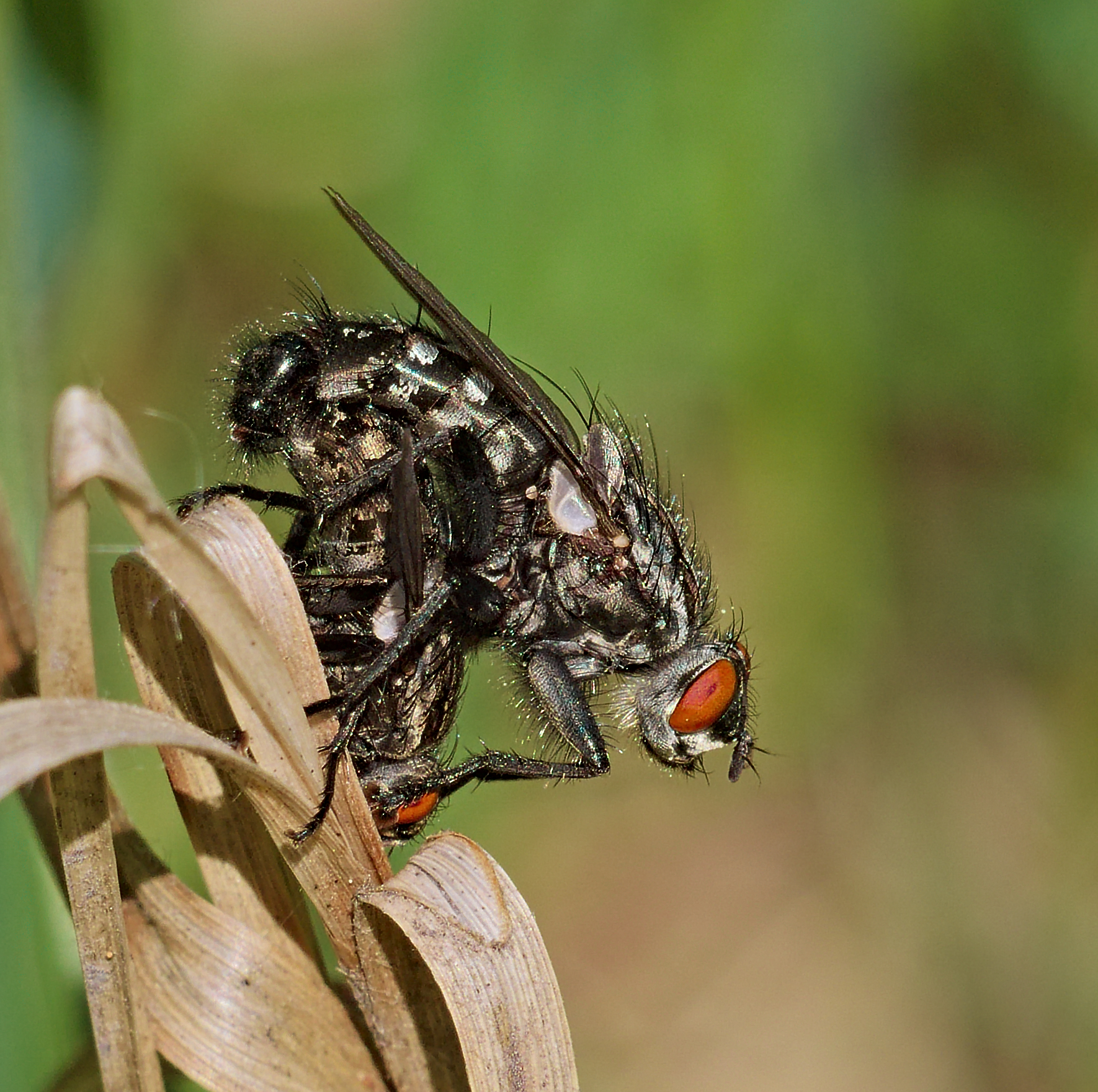

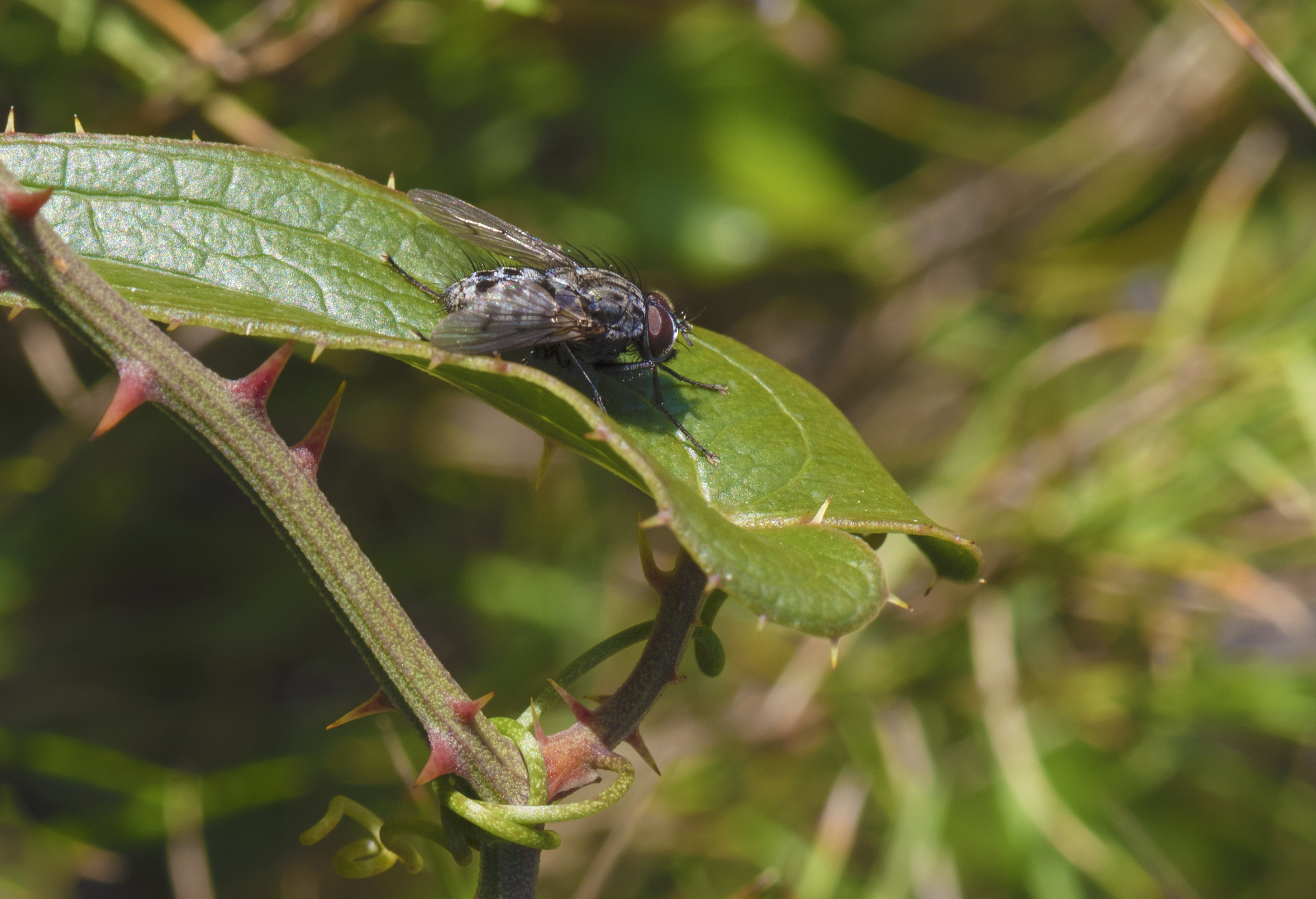
Mouche grise de la viande.
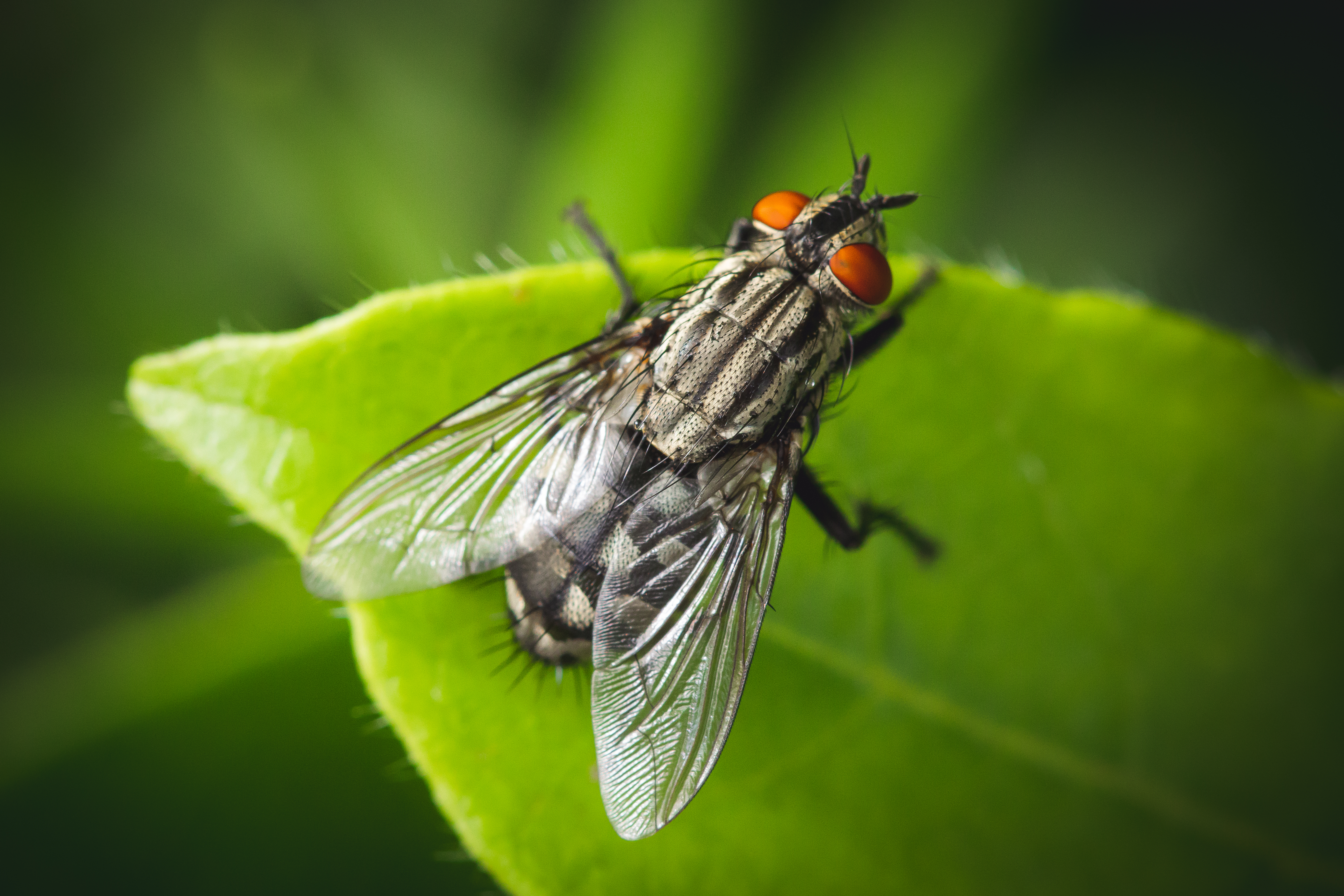
Mouche grise de la viande

Cet insecte a la tête noire avec une pruinosité argentée et les yeux rouge-brunâtre. Le front est large, ayant une bande frontale noire. Les antennes à arista glabre au moins sur son dernier tiers, sont noires avec une teinte brun-rougeâtre sur les articles basaux. Les pièces buccales sont de type lécheur.
Le thorax est noir, avec pruinosité cendrée et cinq bandes longitudinales noires et larges. Les pattes sont noires, à teinte brunâtre. Ses ailes sont transparentes.
L'abdomen est noir, avec tomentum cendré et dessins en damier. Les segments abdominaux terminaux sont noirs, luisants.
Elle a trois paires de pattes fixées au thorax. Ces pattes disposent, à leur extrémité, de deux griffes et deux pulvilles, avec lesquelles elle peut marcher sur toutes les surfaces.
La mouche est un diptère, c'est-à-dire qu'elle a une paire d'ailes.
Les différentes espèces de Sarcophagides ne se déterminent que d’après la forme des organes sexuels mâles.
Longueur du corps : 6 - 20 mm.

## Biologie
Sarcophaga carnaria est une espèce créophage, nécrophage, coprophage et non myiasigène. James (1947) considère qu'elle est un élément habituel des myiases sur certaines pâturages de l'Europe, comme en Angleterre, Italie et Sicile, où elle produit la myiase des plaies chez les moutons. Mais Portschinsky a exprimé l'opinion que ces cas de myiases ne sont pas déterminés par Sarcophaga carnaria, mais par Wohlfahrtia magnifica (Schiner). Kirchberg (1954) a affirmé que Sarcophaga carnaria est un parasite obligatoire des vers de terre.
Les femelles adultes sont ovovivipares, les œufs eclosant directement dans le corps de leur mère après une courte incubation. Elles accouchent de petits asticots, souvent sur des cadavres ou sur les excréments des animaux. Elles incubent 100 à 150 œufs après chaque accouplement. De ces œufs sortent des larves nommées communément asticot. C’est Réaumur le premier à exposer que les Sarcophagides — dont S. carnaria — sont ovovivipares : les œufs peuvent aussi éclore avant la ponte, directement dans l'abdomen de la femelle.

## Utilisation
Parce que Sarcophaga carnaria est nécrophage, elle peut être utilisée en médecine légale pour estimer la date du décès d'un cadavre. Les spécialistes doivent bien identifier les espèces qui se développent dans les cadavres humains et ne pas les dénommer automatiquement avec le nom générique de Sarcophaga carnaria. Car les différentes espèces de Sarcophagides ne se déterminent que d’après la forme des organes sexuels mâles.